# Schnellfahrstrecke Xuzhou–Lanzhou
| |                      |                 |                 |
| Streckenlänge: | 1400 km              |                 |                 |
| Spurweite: | 1435 mm (Normalspur) |                 |                 |
| Stromsystem: | 25 kV 50 Hz ~        |                 |                 |
| Streckengeschwindigkeit: | 200–350 km/h         |                 |                 |
| |                      |                 |                 |
| \| \| \| Xuzhou Ost \| \| \| \| Zhengzhou Ost \| \| \| \| Gongyi Süd \| \| \| \| Luoyang Longmen \| \| \| \| Mianchi Süd \| \| \| \| Sanmenxia Süd \| \| \| \| Lingbao West \| \| \| \| Huashan Nord \| \| \| \| Weinan Nord \| \| \| \| Xi’an Nord \| \| \| \| Baoji \| \| \| \| Lanzhou \| |                      |                 |                 |
| Bahnhof |                      | Xuzhou Ost      | Xuzhou Ost      |
| Bahnhof |                      | Zhengzhou Ost   | Zhengzhou Ost   |
| Bahnhof |                      | Gongyi Süd      | Gongyi Süd      |
| Bahnhof |                      | Luoyang Longmen | Luoyang Longmen |
| Bahnhof |                      | Mianchi Süd     | Mianchi Süd     |
| Bahnhof |                      | Sanmenxia Süd   | Sanmenxia Süd   |
| Bahnhof |                      | Lingbao West    | Lingbao West    |
| Bahnhof |                      | Huashan Nord    | Huashan Nord    |
| Bahnhof |                      | Weinan Nord     | Weinan Nord     |
| Bahnhof |                      | Xi’an Nord      | Xi’an Nord      |
| Bahnhof |                      | Baoji           | Baoji           |
| Bahnhof |                      | Lanzhou         | Lanzhou         |

Die Schnellfahrstrecke Xuzhou–Lanzhou, auch bezeichnet als Xulan PDL (徐蘭客運專線) ist eine Eisenbahn-Schnellfahrstrecke in der Volksrepublik China. Sie verbindet, von West nach Ost, die chinesischen Städte Lanzhou, Xi’an, Zhengzhou und Xuzhou miteinander und ist eine von vier Ost-West-Achsen im chinesischen Hochgeschwindigkeitsnetz. Sie läuft im Großen und Ganzen parallel zur Bahnstrecke Lianyungang–Lanzhou.
Am 6. Februar 2010 ging der mittlere Abschnitt (Zhengxi PDL), zwischen Zhengzhou und Xi’an, in Betrieb. Der Eröffnungszug legte die 505 km lange Verbindung (davon 456 km Neubaustrecke) in 108 Minuten mit einer Höchstgeschwindigkeit von 352 km/h zurück. 14 Zugpaare sollen zukünftig den Abschnitt, der auch mehrere Zwischenbahnhöfe umfasst, bedienen. Die Reisezeit auf der Altstrecke lag bei rund sechs Stunden. Der Bau der Zhengxi PDL wurde von der Asiatischen Entwicklungsbank mit 400 Millionen US-Dollar gefördert.
Seit dem 9. Juli 2017 ist die gesamte Schnellfahrstrecke in Betrieb.

## Übersicht der Einzelstrecken
| Strecke    | Strecke                   | Vmax     | Länge                    | Baubeginn | Inbetriebnahme |
| ---------- | ------------------------- | -------- | ------------------------ | --------- | -------------- |
| Im Betrieb | Zhengxu: Zhengzhou–Xuzhou |          |                          | 2012      | 2016           |
| Im Betrieb | Zhengxi: Zhengzhou–Xi’an  | 350 km/h | 456 km + 28 km Anbindung | 2005      | 2010           |
| Im Betrieb | Xibao: Xi’an–Baoji        | 350 km/h | 364 km                   | 2009      | 2013           |
| Im Betrieb | Baolan: Baoji–Lanzhou     |          |                          | 2012      | 2017           |